# Jonathan Cherry
Jonathan Cherry (Montreal, 3 de fevereiro de 1977) é um ator canadense, conhecido por interpretar Rory Peters em Final Destination 2 (2003). Participou de alguns episódios de CSI.
Jonathan Cherry cresceu em Toronto, na província de Ontário.

## Filmografia
• Till Dad Do Us Part (2001) (TV) - Dennis Qualintip
• Long Shot (2002) - Vernon
• The Outer Limits (2002) - Andy
• They (2002) - Darren
• Final Destination 2 (2003) - Rory Peters
• House of the Dead (2003) - Rudy Curien
• Black Sash (2003) - Mark
• Love on the Side (2004) - Chuck Stuckley
• America 101 (2005) - Not-so-homeless student
• Barbara Jean (2005) - Jonathan
• Marker (2005) (TV) - Spumoni Agnellos
• The White Dog Sacrifice (2005) - Jason
• Bald (2005) - Max
• Christmas in Boston (2005) - Matt
• CSI: NY (2006) - James Golden
• In the Stars (2006) - Matthew
• CSI: Miami (2006) - Gavin
• The Wreck (2007) - Chuck
• Tagged (2011) (TV) - Tom Reich
• Goon (2011) - Marco
• Manslaughter (2011) - Taz